# Prague Challenger 1994
Il Prague Challenger 1994 è stato un torneo di tennis facente parte della categoria ATP Challenger Series nell'ambito dell'ATP Challenger Series 1994. Il torneo si è giocato a Praga in Repubblica Ceca dal 25 al 31 luglio 1994 su campi in terra rossa.

## Vincitori

### Singolare
Jiří Novák ha battuto in finale  Albert Portas con il punteggio di 6–2, 7–5

### Doppio
Andrei Pavel /  Alex Rădulescu hanno battuto in finale  Eyal Ran /  Glenn Wilson con il punteggio di 6–4, 6–2